# Grafmonument van B.J.G. van Rijckevorsel
Het grafmonument van B.J.G. van Rijckevorsel op de roomse begraafplaats in de Nederlandse plaats Berkel-Enschot is een 19e-eeuws grafmonument. Het is aangewezen als rijksmonument.

## Achtergrond
Bernardus van Rijckevorsel (1807-1886), was een telg uit de welgestelde Brabantse familie Van Rijckevorsel. Hij kwam uit een gezin met twaalf kinderen, van wie meerdere kozen voor een kerkelijke loopbaan. Hij werd in 1832 tot priester gewijd en werd kapelaan in Oirschot. Toen Berkel in 1852 een zelfstandige parochie werd, werd Van Rijckevorsel de eerste pastoor. Hij was mede verantwoordelijk voor de bouw van een kerktoren (1857), richtte de Berkelse Congregatie van de Heilige Familie op (1881) en liet een begraafplaats aanleggen (1885). Toen pastoor Van Rijckevorsel in 1886 overleed, kon hij op de nieuwe begraafplaats worden begraven. Zijn kerk bestaat niet meer, die werd in 1910 vervangen door de Sint-Willibrorduskerk.

## Beschrijving

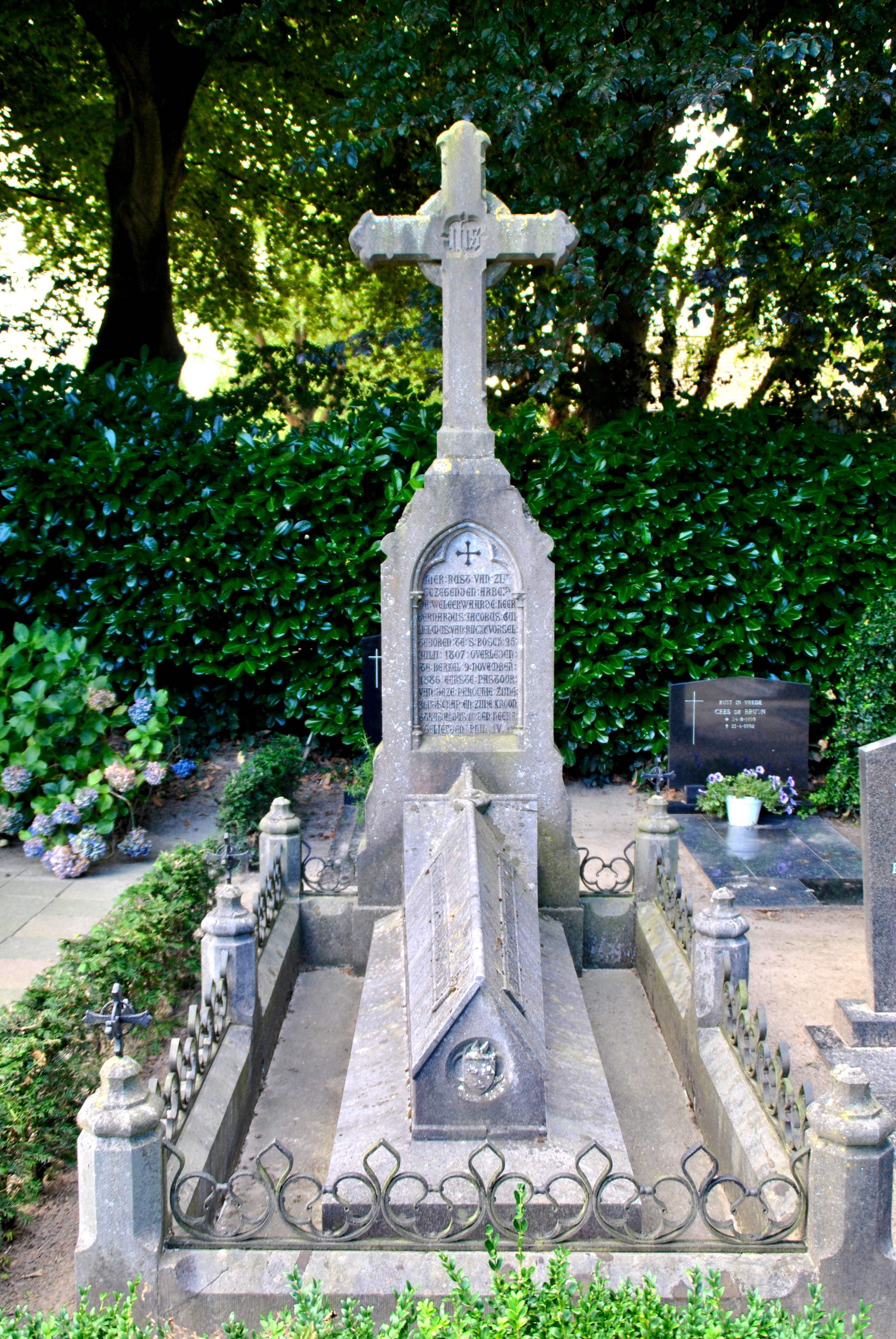

Het grafmonument bestaat uit een verjongende hardstenen opstand, bekroond met een kruis met IHS-monogram, waarvoor een sarcofaag is geplaatst. Het trapeziumvormige deksel van de sarcofaag is in kruismodel uitgevoerd, met boven op het snijpunt in hoog-reliëf een miskelk en hostie. Aan de voorzijde is in reliëf het wapen van de familie Van Rijckevorsel geplaatst, met drie kikvorsen. Op de beide zijden een banderol met in Gotisch schrift de teksten "de profundis clamavi ad te domine" en "miserere mei deus secum magnam misericordiam tuam"
Op de staande steen vermeldt een opschrift in een spitsboognis: 

Hier rust van zijn gezegenden arbeid de Weleerwaarde Heer
Bernardus Jacobus Guilhelmus van Rijckevorsel
Geboren te 's-Bosch 25 julii 1807 Overleden te Berkel 9 november 1886
Eerste pastoor van deze parochie
'Zijne / blijdschap en zijne kroon staat aldus in den Heere geliefde'. Phil.IV.1

Het graf wordt omheind door zes hardstenen hekpalen, bekroond met smeedijzeren bolkruisen, waartussen een laag smeedijzeren hekwerk met fleur-de-lismotief is geplaatst.
Het grafmonument werd in 1995-1996 en in 2001 gerestaureerd.

## Waardering
Het grafmonument werd in 2002 in het Monumentenregister opgenomen vanwege de "cultuurhistorische waarden als bijzondere uitdrukking van een geestelijke ontwikkeling, namelijk de afspiegeling van het belang dat de geestelijkheid in de negentiende-eeuwse maatschappij innam; het is tevens van belang als zeldzaam voorbeeld van de typologische ontwikkeling van het pastoorsgraf. Het heeft kunsthistorische waarden wegens het bijzondere materiaalgebruik en de ornamentiek."